# Georgiens U17-herrlandslag i fotboll
Georgiens U17-herrlandslag i fotboll representerar Georgien i fotboll på U-17-nivå. Laget styrs av Georgiens fotbollsförbund. Laget är till för georgiska spelare som är 17 år eller yngre vid starten av en U17-EM i herrfotboll-period, därför kan vissa spelare i vissa fall vara upp till 19 år gamla. 

## Historia
Georgiens U17-herrlandslag började spela under 1990-talet, och lyckades år 1997 kvala sig in till ett U16-europamästerskap (det dåvarande formatet) som gick av stapeln i Tyskland. Där spelade man i grupp C tillsammans med Belgien, Ungern och Italien. Efter att ha spelat samtliga matcher slutade man sist med tre förluster, och 7-16 i målskillnad. Därefter lyckades Georgien inte kvala sig in till ett nytt EM förrän år 2002, då U17-EM gick av stapeln i Danmark. Man spelade i grupp D tillsammans med Tyskland, Polen och Ungern. Där lyckades Georgien sluta tvåa i gruppen och ta sig vidare till kvartsfinalen, där man slogs ut av Schweiz med 3-0.
Tio år senare, år 2012, lyckades man kvalificera sig för sitt andra U17-EM. EM:et gick av stapeln i Slovenien och Georgien spelade i grupp A tillsammans med Tyskland, Frankrike och Island. Efter att ha vunnit en match, spelat en oavgjord och förlorat en slutade Georgien två i gruppen efter Tyskland och gick vidare till semifinal. Där ställdes man mot Nederländerna, som slog ut Georgien med 2-0. 

## Tävlingar

### Europamästerskap

#### U-16 format
| År     | Runda           | S | V | O | F | GM | IM |
| ------ | --------------- | - | - | - | - | -- | -- |
| 1994   | Kvalade inte in | – | – | – | – | –  | –  |
| 1995   | Kvalade inte in | – | – | – | – | –  | –  |
| 1996   | Kvalade inte in | – | – | – | – | –  | –  |
| 1997   | Gruppspel       | 3 | 0 | 0 | 3 | 7  | 16 |
| 1998   | Kvalade inte in | – | – | – | – | –  | –  |
| 1999   | Kvalade inte in | – | – | – | – | –  | –  |
| 2000   | Kvalade inte in | – | – | – | – | –  | –  |
| 2001   | Kvalade inte in | – | – | – | – | –  | –  |
| Totalt | 1/8             | 3 | 0 | 0 | 3 | 7  | 16 |

#### U-17 format
| År     | Runda           | S | V | O | F | GM | IM |
| ------ | --------------- | - | - | - | - | -- | -- |
| 2002   | Kvartsfinal     | 4 | 1 | 2 | 1 | 4  | 6  |
| 2003   | Kvalade inte in | – | – | – | – | –  | –  |
| 2004   | Kvalade inte in | – | – | – | – | –  | –  |
| 2005   | Kvalade inte in | – | – | – | – | –  | –  |
| 2006   | Kvalade inte in | – | – | – | – | –  | –  |
| 2007   | Kvalade inte in | – | – | – | – | –  | –  |
| 2008   | Kvalade inte in | – | – | – | – | –  | –  |
| 2009   | Kvalade inte in | – | – | – | – | –  | –  |
| 2010   | Kvalade inte in | – | – | – | – | –  | –  |
| 2011   | Kvalade inte in | - | - | - | - | -  | -  |
| 2012   | Semifinal       | 4 | 1 | 1 | 2 | 2  | 4  |
| Totalt | 2/9             | 8 | 2 | 3 | 3 | 6  | 10 |